# Paris-Roubaix 1967

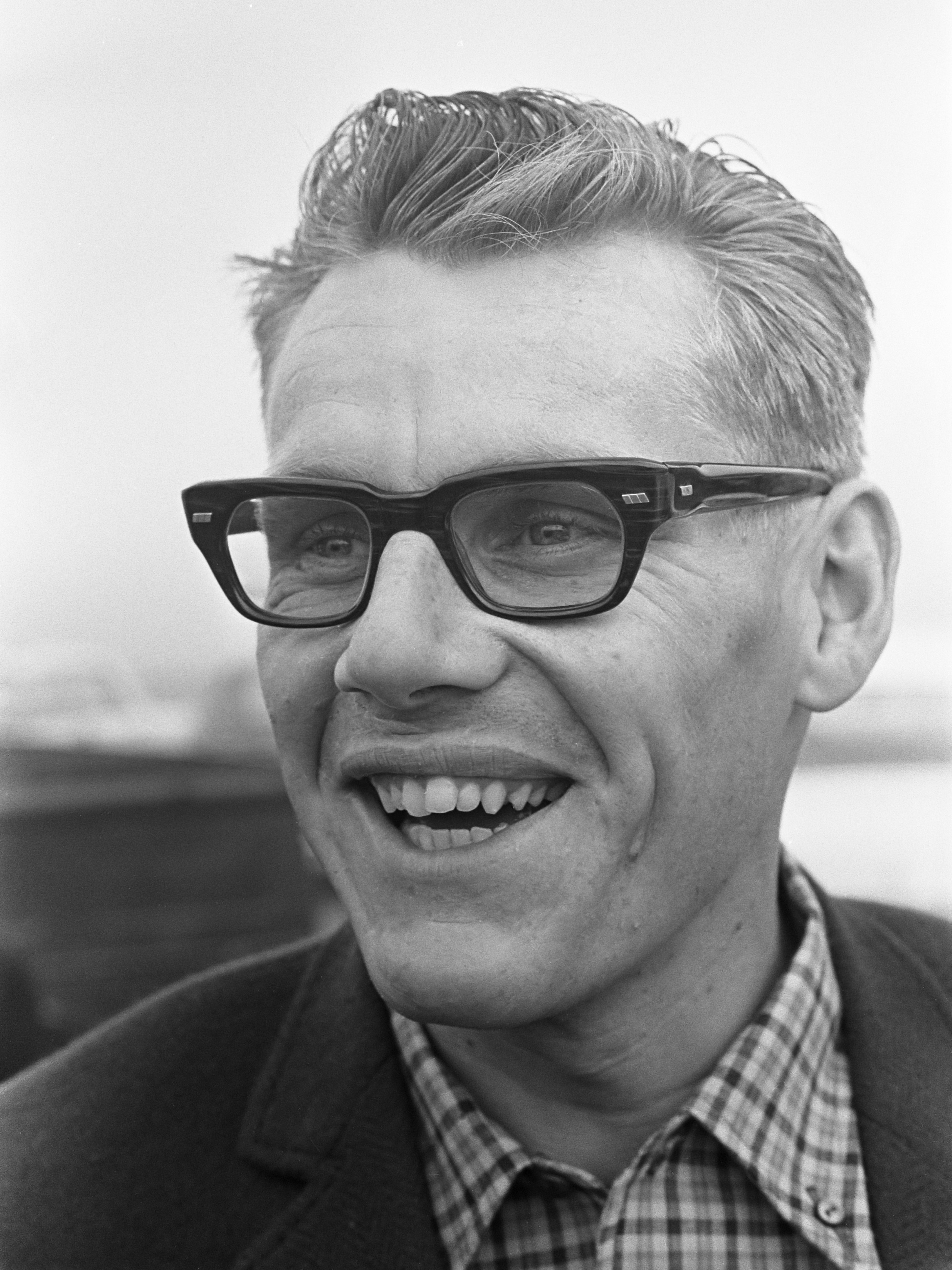
Jan Janssen en 1967.

La 65e édition de la course cycliste Paris-Roubaix a eu lieu le 9 avril 1967 et a été remportée au sprint par le Néerlandais Jan Janssen.

## Récit de la course
La course ne se décante qu'au bout de 200 kilomètres. À Mons-en-Pévèle, un groupe royal de dix coureurs s'échappe du peloton principal. Il se présente groupé sur le Vélodrome de Roubaix et prend les dix premières places de la course. Parmi eux se trouvent quatre champions du monde, trois champions nationaux, un vainqueur du Tour d'Italie et un autre du maillot vert sur le Tour de France. Jan Janssen est le premier à franchir la ligne d'arrivée, à l'issue d'un sprint.

## Répercussions
Avec le scénario de la course -10 coureurs au sprint se sont joués la victoire - le directeur de l'épreuve Jacques Goddet n'est pas satisfait. Il n'y a plus assez de pavés pour faire la sélection. L'édition suivante voit donc apparaître pour la première fois la Tranchée d'Arenberg.

## Classement final
|    | Cycliste             | Équipe                                  | Temps           |
| -- | -------------------- | --------------------------------------- | --------------- |
| 1  | Jan Janssen          | Pelforth-Sauvage-Lejeune                | 7 h 08 min 31 s |
| 2  | Rik Van Looy         | Willem II-Gazelle                       | m.t.            |
| 3  | Rudi Altig           | Molteni                                 | m.t.            |
| 4  | Georges Vandenberghe | Romeo-Smiths                            | m.t.            |
| 5  | Edward Sels          | Flandria-De Clerck                      | m.t.            |
| 6  | Willy Planckaert     | Romeo-Smiths                            | m.t.            |
| 7  | Raymond Poulidor     | Mercier-BP-Hutchinson                   | m.t.            |
| 8  | Eddy Merckx          | Peugeot-BP-Michelin                     | m.t.            |
| 9  | Arthur de Cabooter   | Tibetan-Groene Leeuw-Pull Over Centrale | m.t.            |
| 10 | Gianni Motta         | Molteni                                 | m.t.            |